# PalaSomaschini
Il palasport Enrico Somaschini, meglio conosciuto come PalaSomaschini o PalaPorada  è un palazzo dello sport di Seregno. Dal dicembre 2014 è intitolato al presidente dell'Hockey Seregno anni novanta Enrico Somaschini.